# Langues bantoïdes méridionales
Dans la classification des langues africaines, les langues bantoïdes méridionales forment une branche des langues bantoïdes, elles-mêmes appartenant à l’embranchement des langues nigéro-congolaises. Les langues bantoïdes méridionales, au nombre de 671 selon le site Ethnologue, incluent les nombreuses langues bantoues dont certaines sont mutuellement intelligibles.
Le terme (en anglais Southern Bantoid) fut introduit par Williamson (1989, sur la base de travaux présentés par Blench en 1987), dans une proposition de scinder les langues bantoïdes entre le nord et le sud. L’uniformité du groupe bantoïde nord fut remise en question, mais ce travail établit le groupe bantoïde méridional comme un groupe valable, ce qui n’avait pas été le cas pour les langues bantoues au sens strict.

## Classification interne

### Grollemund (2012)
Classification des langues bantoïdes méridionales selon Grollemund (2012):
|  | Langues beboïdes |
|  |                  |
|  | Langues tivoïdes |
|  |                  |

|  | Langues grassfields (élargi) |
|  |                              |
|  | Langues bantoues             |
|  |                              |

|  | Langues beboïdes |
|  |                  |
|  | Langues tivoïdes |
|  |                  |

|  | Langues grassfields (élargi) |
|  |                              |
|  | Langues bantoues             |
|  |                              |

|  | Langues beboïdes |
|  |                  |
|  | Langues tivoïdes |
|  |                  |

|  | Langues grassfields (élargi) |
|  |                              |
|  | Langues bantoues             |
|  |                              |

|  | Langues beboïdes |
|  |                  |
|  | Langues tivoïdes |
|  |                  |

|  | Langues grassfields (élargi) |
|  |                              |
|  | Langues bantoues             |
|  |                              |

|  | Langues beboïdes |
|  |                  |
|  | Langues tivoïdes |
|  |                  |

|  | Langues grassfields (élargi) |
|  |                              |
|  | Langues bantoues             |
|  |                              |

|  | Langues beboïdes |
|  |                  |
|  | Langues tivoïdes |
|  |                  |

|  | Langues grassfields (élargi) |
|  |                              |
|  | Langues bantoues             |
|  |                              |

|  | Langues beboïdes |
|  |                  |
|  | Langues tivoïdes |
|  |                  |

|  | Langues grassfields (élargi) |
|  |                              |
|  | Langues bantoues             |
|  |                              |

|  | Langues beboïdes |
|  |                  |
|  | Langues tivoïdes |
|  |                  |

|  | Langues grassfields (élargi) |
|  |                              |
|  | Langues bantoues             |
|  |                              |

### Williamson et Blench (2000)
Selon Williamson et Blench (2000:34-5), les langues bantoïdes méridionales se répartissent en langues bantoues, jarawanes, tivoïdes, béboïdes, Mamfe (en) (Nyang), langues des Grassfields et ekoïdes. Blench, en 2010, suggère que Tivoid, Momo et Bedoid pourraient former un groupe, incluant peut-être les langues mal établies Esimbi et Buru : 
- ? Bendi
- Tivoid–Beboid : Tivoid, Esimbi, East Beboid, ? Momo, ? Buru, ? Menchum
- Furu (avec Beboid?)
- Mamfe
- Ekoid–Mbe : Ekoid, Mbe
- West Beboid (qui ne serait pas un clade valide ?)
- Bantu: Grassfields (? Momo), Jarawan–Mbam, Langues bantoues